# Rally Villa de Llanes de 1992
El Rally Villa de Llanes de 1992, oficialmente 16.º Rally Villa de Llanes, fue la decimosexta edición y la quinta cita de la temporada 1992 del Campeonato de España de Rally. Se celebró del 6 al 7 de junio y contó con un itinerario de dieciséis tramos que sumaban un total de 219 km cronometrados.

## Itinerario
| Día   | Tramo | Nombre             | Hora  |
| ----- | ----- | ------------------ | ----- |
| Día 1 | TC1   | Nueva - Corao      | 09:27 |
| Día 1 | TC2   | Cangas - Ozanes    | 10:05 |
| Día 1 | TC3   | Borines - Carrandi | 10:38 |
| Día 1 | TC4   | Torre - Pando      | 11:24 |
| Día 1 | TC5   | Nueva - Corao      | 12:22 |
| Día 1 | TC6   | Cangas - Ozanes    | 13:00 |
| Día 1 | TC7   | Borines - Carrandi | 13:33 |
| Día 1 | TC8   | Torre - Pando      | 14:19 |
| Día 1 | TC9   | Cardoso            | 17:23 |
| Día 1 | TC10  | Arangas            | 18:04 |
| Día 1 | TC11  | Marganes           | 18:44 |
| Día 1 | TC12  | La Borbolla        | 19:17 |
| Día 1 | TC13  | Cardoso            | 20:21 |
| Día 1 | TC14  | Arangas            | 21:02 |
| Día 1 | TC15  | Marganes           | 21:42 |
| Día 1 | TC16  | La Borbolla        | 22:15 |

## Clasificación final
| Pos. | Piloto                   | Copiloto                | Automóvil                  | Tiempo  | Diferencia |
| ---- | ------------------------ | ----------------------- | -------------------------- | ------- | ---------- |
| 1.   | Jesús Puras              | José Arrarte            | Lancia Delta HF Integrale  | 2:38:46 | 0.0        |
| 2.   | Luis Climent             | José Antonio Muñoz      | Opel Corsa A GSi           | 2:44:57 | +6:11      |
| 3.   | Francisco Cima           | Jacinto Martínez        | Renault Clio 16V           | 2:46:27 | +7:41      |
| 4.   | Oriol Gómez              | Marc Martí              | Peugeot 309 GTI 16         | 2:46:50 | +8:04      |
| 5.   | Jordi Ventura            | Toni Valldura           | Lancia Delta Integrale 16V | 2:50:52 | +12:06     |
| 6.   | David Guixeras           | Josep María Falcó       | Peugeot 309 GTI 16         | 2:52:05 | +13:19     |
| 7.   | Javier Azcona            | Gonzalo Chaure          | Renault Clio 16V           | 2:53:24 | +14:38     |
| 8.   | Fernando Glez. Villarías | Alfredo Glez. Villarías | Renault Clio 16V           | 2:53:54 | +15:08     |
| 9.   | Miguel Ángel Fuster      | Ramón Jover             | Renault Clio 16V           | 2:55:14 | +16:28     |
| 10.  | Sergio Vallejo           | Diego Vallejo           | Peugeot 309 GTI 16         | 2:56:00 | +17:14     |